# Alvimia
Alvimia  Calderon ex Soderstr.& Londono é um género botânico de bambus pertencente à família Poaceae, subfamília Bambusoideae, tribo Bambuseae.
É composto por 3 espécies encontradas na Bahia, Brasil.

## Espécies
- Alvimia auriculata Soderstr. & Londoño
- Alvimia gracilis Soderstr. & Londoño
- Alvimia lancifolia Soderstr. & Londoño